# New York Jets 1974
La stagione 1974 dei New York Jets è stata la quinta della franchigia nella National Football League, la 15ª complessiva. Sotto la direzione del nuovo capo-allenatore Charley Winner, la squadra perse sette delle prime otto partite, salvo vincere in seguito tutte le ultime sei e terminare con un bilancio di 7–7. Durante quella striscia vi furono vittorie a sorpresa contro squadre più quotate come Miami e Buffalo. Il quarterback Joe Namath fu premiato con l'NFL Comeback Player of the Year Award.

## Scelte nel Draft 1974
| Scelte dei Jets nel Draft 1974 | Scelte dei Jets nel Draft 1974 | Scelte dei Jets nel Draft 1974 | Scelte dei Jets nel Draft 1974 |
| Giro                           | Scelta                         | Giocatore                      | College                        |
| ------------------------------ | ------------------------------ | ------------------------------ | ------------------------------ |
| 1                              | 6                              | Carl Barzilauskas              | Indiana                        |
| 2                              | 31                             | Gordie Browne                  | Boston Col.                    |
| 3                              | 58                             | Godwin Turk                    | Saginaw Valley St.             |
| 3                              | 74                             | Roscoe Word                    | Jackson St.                    |
| 5                              | 110                            | Gary Baccus                    | Oklahoma                       |
| 6                              | 135                            | Bill Wyman                     | Texas                          |
| 6                              | 137                            | Wayne Jones                    | Mississippi St.                |
| 7                              | 162                            | Burney Veazey                  | Mississippi                    |
| 8                              | 187                            | Greg Gantt                     | Alabama                        |
| 8                              | 192                            | Larry Lightfoot                | West Alabama                   |
| 8                              | 197                            | Ron Rydalch                    | Utah                           |
| 9                              | 214                            | Robert Burns                   | Georgia                        |
| 10                             | 239                            | Sam Baker                      | Georgia                        |
| 11                             | 266                            | Eugene Bird                    | Southern Miss                  |
| 11                             | 267                            | Bill Buckley                   | Mississippi St.                |
| 12                             | 291                            | John Ricca                     | Duke                           |
| 13                             | 318                            | John Tate                      | Jackson St.                    |
| 14                             | 343                            | Greg Fountain                  | Mississippi St.                |
| 15                             | 370                            | Willie Brister                 | Saginaw Valley St.             |
| 16                             | 395                            | Jazz Jackson                   | West. Kentucky                 |
| 17                             | 422                            | Doug Lowrey                    | Arkansas St.                   |

## Calendario
| Stagione regolare | Stagione regolare       | Stagione regolare | Stagione regolare |
| Turno             | Avversario              | Risultato         | Stadio            |
| ----------------- | ----------------------- | ----------------- | ----------------- |
| 1                 | at Kansas City Chiefs   | S 24–16           | Arrowhead Stadium |
| 2                 | at Chicago Bears        | V 23–21           | Soldier Field     |
| 3                 | at Buffalo Bills        | S 16–12           | Rich Stadium      |
| 4                 | at Miami Dolphins       | S 21–17           | Miami Orange Bowl |
| 5                 | New England Patriots    | S 24–0            | Shea Stadium      |
| 6                 | Baltimore Colts         | S 35–20           | Shea Stadium      |
| 7                 | Los Angeles Rams        | S 20–13           | Shea Stadium      |
| 8                 | Houston Oilers          | S 27–22           | Shea Stadium      |
| 9                 | at New York Giants      | V 26–20 (DTS)     | Yale Bowl         |
| 10                | at New England Patriots | V 21–16           | Schaefer Stadium  |
| 11                | Miami Dolphins          | V 17–14           | Shea Stadium      |
| 12                | San Diego Chargers      | V 27–14           | Shea Stadium      |
| 13                | Buffalo Bills           | V 20–10           | Shea Stadium      |
| 14                | at Baltimore Colts      | V 45–38           | Memorial Stadium  |

## Classifiche
| AFC East             | AFC East | AFC East | AFC East | AFC East | AFC East | AFC East | AFC East | AFC East | AFC East |
|                      | V        | S        | P        | %        | DIV      | CONF     | PF       | PA       | STR      |
| -------------------- | -------- | -------- | -------- | -------- | -------- | -------- | -------- | -------- | -------- |
| Miami Dolphins       | 11       | 3        | 0        | .786     | 6–2      | 9–2      | 327      | 216      | V3       |
| Buffalo Bills        | 9        | 5        | 0        | .643     | 5–3      | 7–4      | 264      | 244      | S2       |
| New England Patriots | 7        | 7        | 0        | .500     | 4–4      | 4–7      | 348      | 289      | S3       |
| New York Jets        | 7        | 7        | 0        | .500     | 4–4      | 5–6      | 279      | 300      | V6       |
| Baltimore Colts      | 2        | 12       | 0        | .143     | 1–7      | 1–10     | 190      | 329      | S4       |